# TKC Wriezen
Der TKC Wriezen („Trinkkegelcousins Wriezen e. V.“) ist ein deutscher Sportverein. Er wurde 1995 gegründet und ist heute mit über 200 Mitgliedern einer der größten Sportvereine der Stadt Wriezen. Es werden die Sportarten Volleyball, Beachvolleyball, Handball, Tischtennis, Gymnastik und Tanzen angeboten.

## Abteilung Volleyball
Die erste Volleyball-Männermannschaft des TKC spielte bis 2012 in der Regionalliga Nordost und anschließend bis 2020 in der neugeschaffenen Dritten Liga Nord. Von 2020 bis 2022 waren die Männer wieder in der Regionalliga aktiv.
Bekannte (ehemalige) Spieler und Trainer:
- Tom Götz
- Söhnke Hinz
- Robert Schramm
- Dirk Böckermann